# Toyota Cressida
De Toyota Corona Mark II was een middenklasseauto geproduceerd door Toyota. Toyota koos ervoor om het model buiten Japan te verkopen als Toyota Cressida.

## Kenmerken
De Cressida werd gefabriceerd in fabrieken in Japan: Toyota, Aichi (Motomachi plant) en Philippines: Parañaque (Delta Motors Corporation).

## Generaties
Oorsprong: Toyota begon de productie van deze modelgroep met de Toyota Corona Mark II als een compacte, later middenklasse sedan die vanaf 1968 door Toyota in Japan werd geproduceerd en op de markt gebracht. In sommige exportmarkten verkocht Toyota (tussen 1976 en 1992) het voertuig als de Toyota Cressida over vier generaties. Elke Mark II en Cressida werd geproduceerd in de Motomachi-fabriek in Toyota, Aichi ,Japan van september 1968 tot oktober 1993, en later in de Miyata-fabriek van Toyota Motor Kyushuvan van december 1992 tot oktober 2000, waarbij sommige modellen ook in Jakarta, Indonesië werden geassembleerd als de Cressida.
De Toyota Cressida kende in Europa drie generaties:
Toyota Mark II (3e gen) / Toyota Cressida (X30, X40; 1976–1980)
Toyota Mark II (4e gen) / Toyota Cressida (X60; 1980–1984)
Toyota Mark II (5e gen) / Toyota Cressida (X70; 1984–1988)

## Geschiedenis
De eerste serie, genaamd de Toyota Corona Mark II, was een geheel nieuw voertuig bij de introductie in 1968, dat een auto wilde aanbieden die net onder de Japanse overheidsvoorschriften stond met betrekking tot maximale voertuigafmetingen en motorverplaatsing, waardoor de Crown groter en luxer kon worden. Met behulp van het gevestigde platform van de Corona sedan, maar iets groter en breder, was het exclusief voor Toyopet Store-locaties en aangeboden als concurrent van de nieuw geïntroduceerde Nissan Laurel in Japan, de Isuzu Florianen de Nissan Bluebird / Datsun 510 internationaal die augustus 1967 verscheen, en twee jaar na de Mazda Luce in 1966.
Tot de introductie van de Mark II eind jaren zestig stond Toyota bekend als een kleine, zuinige autofabrikant. De Mark II stelde Toyota in staat om zich te vestigen als een meer mainstream, internationale automaker en nieuwe marktkansen na te streven. De Corona Mark II werd verkocht als een grotere uitvoering van de Corona, terwijl hij nog steeds kleiner was dan de Toyota Crown. De Mark II introduceerde een comfortabel voertuig met motor voorin en achteraandrijving welke groter was dan oudere Toyota's met behoud van een betaalbare prijs en een beter brandstofverbruik dan voertuigen met grotere zescilinderlijn en V8-motoren, en deelde het grootste deel van zijn technologie en uiterlijk met de grotere, prestigieuzere Crown.
Toen de Mark II populair begon te worden bij coureurs over de hele wereld, introduceerde Toyota variaties van de Mark II met twee verschillende modelnamen, beide sedans, maar met verschillende styling- en marketingbenaderingen. De sportievere Toyota Chaser verscheen in 1977 en later in 1980 verscheen het hoge luxegehalte Toyota Cresta, en beide waren exclusief samen op Toyota Auto Store-locaties. Terwijl andere autofabrikanten voertuigen in deze grootteklasse bleven aanbieden, bereikte de populariteit van de Mark II een hoogtepunt in de jaren 1980. De broers en zussen van de Mark II, de Chaser, de Cressida en de Cresta, werden stopgezet vanwege de dalende verkoop, deels beïnvloed door de Japanse recessie die begin jaren negentig begon, en werden gecombineerd tot de kortstondige Toyota Verossa. De Mark II evolueerde naar de Toyota Mark X die populair was in Japan en internationale markten selecteerde tot de groeiende vraag naar SUV's en Crossovers, waardoor de Mark X in 2019 werd geannuleerd.

## 3e generatie: Toyota Mark II / 1e generatie Toyota Cressida (X30, X40; 1976–1980)

### Mark II
De derde generatie Mark II werd geïntroduceerd met een luxer, Europees typeontwerp. De lijnen zijn een combinatie van de Amerikaanse styling van de vorige generatie met een Brits ogende voorkant, terwijl ze een nieuw zakelijk Toyota-uiterlijk demonstreren met de grotere S80 series Crown. Deze modelgeneratie was een van de laatste auto's met de merknaam Toyopet, die in 1980 werd gedropt. De naam Toyopet werd echter nog steeds gebruikt voor het dealer netwerk in Japan. De Grande trim werd toegevoegd aan modellen met zescilindermotoren. Deze generatie bleef Japanse kopers een alternatief bieden voor de Nissan Laurel en de nieuwe Nissan Bluebird gebaseerde Nissan Maxima in Noord-Amerika, met de nieuwe Chaser als alternatief voor de Nissan Skyline in Japan. De Mark II werd opgesplitst in twee andere sedans, zodat ze verschillende versies van de Mark II konden verkopen bij de meerdere dealers die Toyota in de jaren zeventig had opgericht.
Sommige modellen hadden zescilindermotoren, optioneel met elektronische brandstofinjectie, geleend van de grotere Crown. Voor de Japanse markt werden alle Japanse modellen motoren geüpgraded met TTC-C technologie om te voldoen aan de Japanese Governments Clean Air Act van 1975. Eind oktober 1977 werd de 3T-U motor geüpgraded om de emissienormen van 1978 te halen met behulp van een lean-burn ontwerp. Vier-cilindermotoren werden meestal gereserveerd voor auto's die voor commercieel gebruik worden bedoeld. De chassisnummers uit de X30-serie waren de originele codes voor de derde generatie Mark II, waarbij X40-nummers geleidelijk werden geïntroduceerd ongeveer halverwege de levensduur van het model voor auto's die de nieuwe, strengere emissieregels van 1978 konden doorstaan. In oktober 1979 ging een Mark II met dieselmotor in de verkoop, een primeur voor de badge als alternatief voor de diesel aangedreven Isuzu Florian.

### Cressida
De Corona Mark II werd omgedoopt tot de Toyota Cressida voor exportmarkten en de naam Cressida werd niet gebruikt in Japan. De productie begon in december 1976. De naam Mark II werd eerder geïdentificeerd met De Noord-Amerikaanse Continental Mark II welke voor het eerst in 1956 verscheen en de term "Mark" wordt nog geassocieerd met de producten van de Lincoln Motor Company. Naast de Cressida bleef ook de grotere Toyota Crown beschikbaar.
De naam "Cressida" is afgeleid van het hoofdpersonage in William Shakespeares toneelstuk Troilus and Cressida, geïnspireerd door Cressida, een vrouwelijk Trojaans personage.
Standaarduitvoering omvatten een 5 versnellingsbak (automatische transmissie was als optie leverbaar), stuurbekrachtiging, armleuningen op de achterbank, AM / FM-cassetteradio met versterker, verstelbare voorstoelen en een achterruitverwarming. De automatische transmissie was een vier-speed met een overdrive. Elektrisch bediende ramen waren optioneel. Geluidsisolatie was uitgebreid en de Cressida stond bekend als een van de stilste auto's op de weg op dat moment.

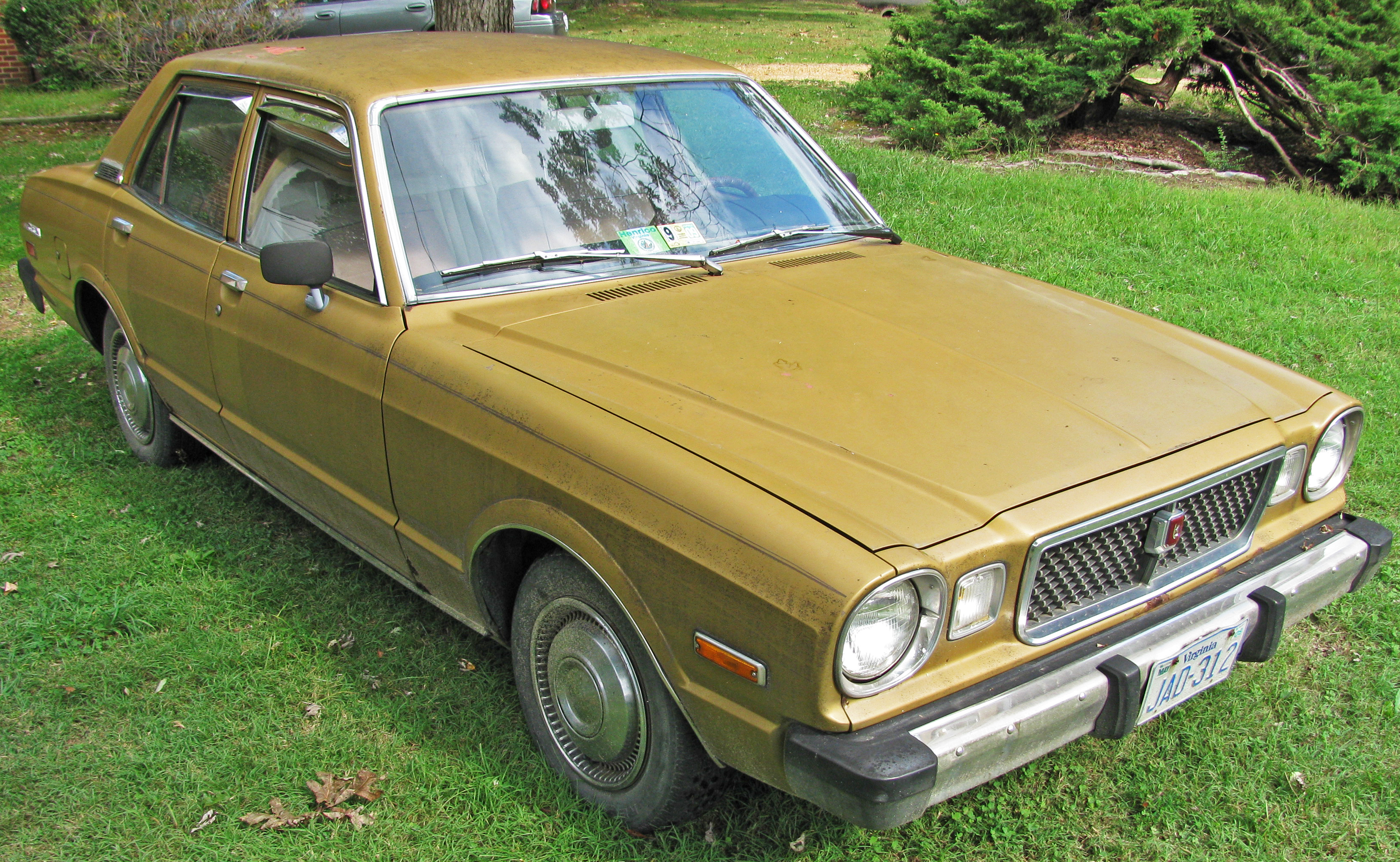
1978 Toyota Cressida sedan
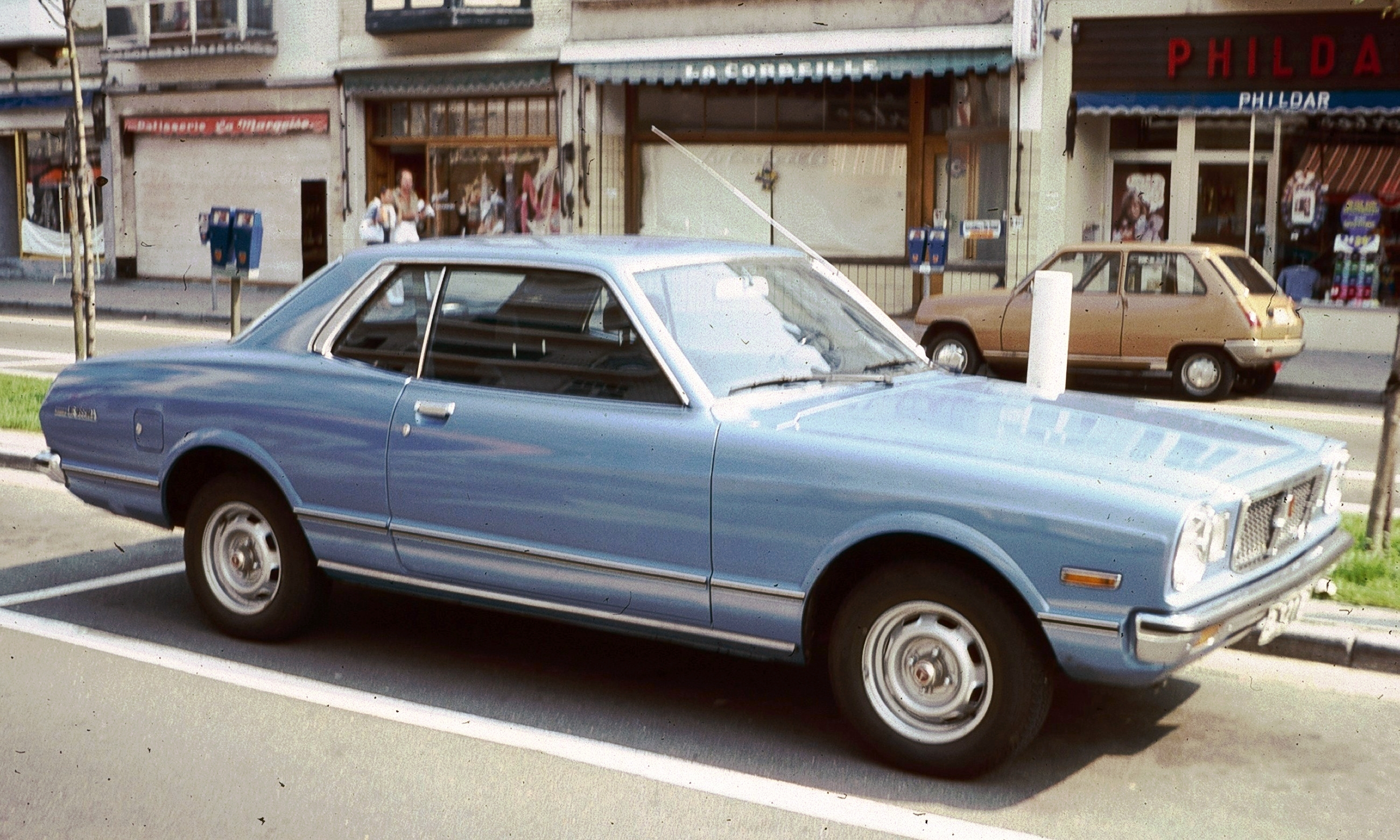
1977 Toyota Cressida coupé
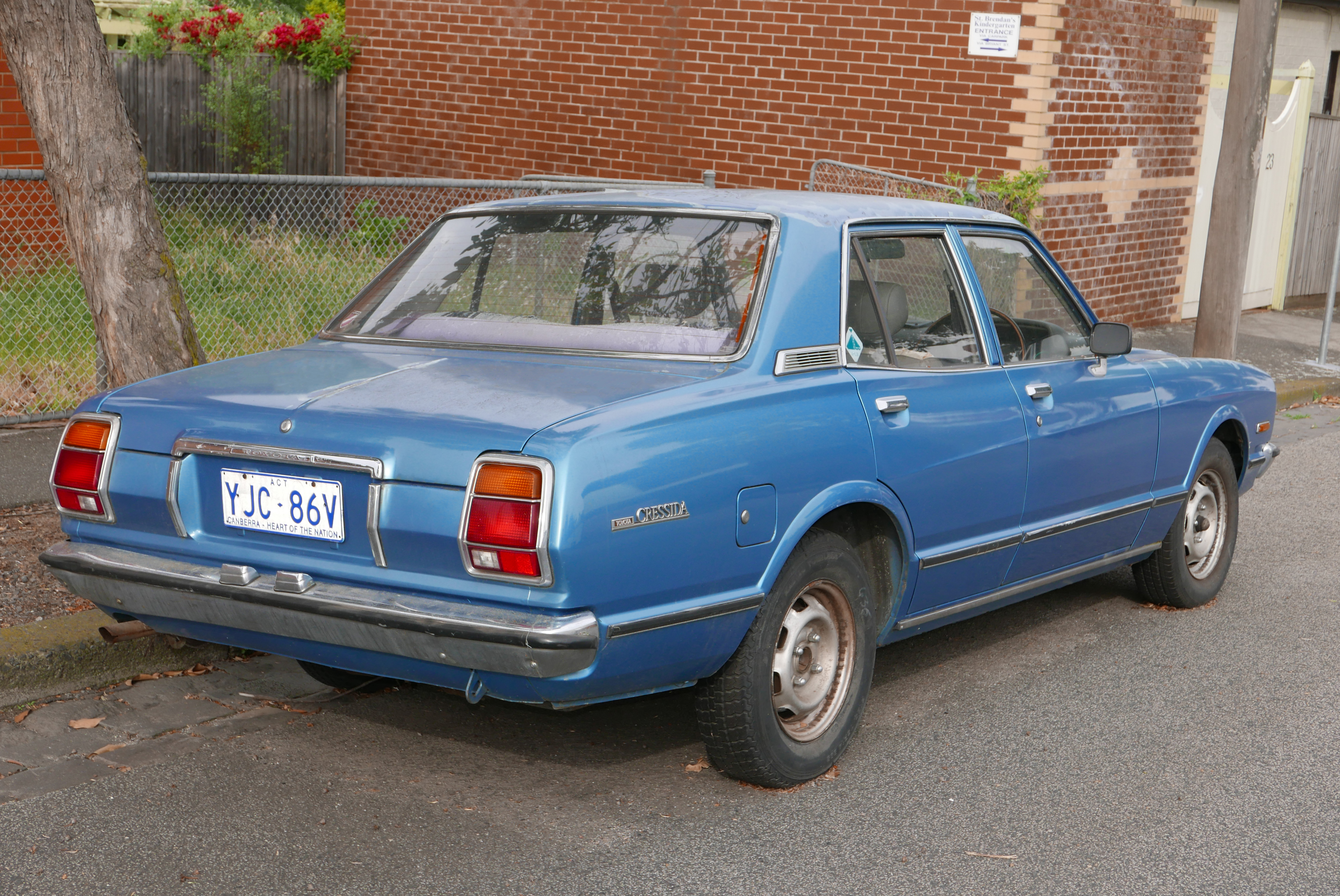
Toyota Cressida (MX32) sedan
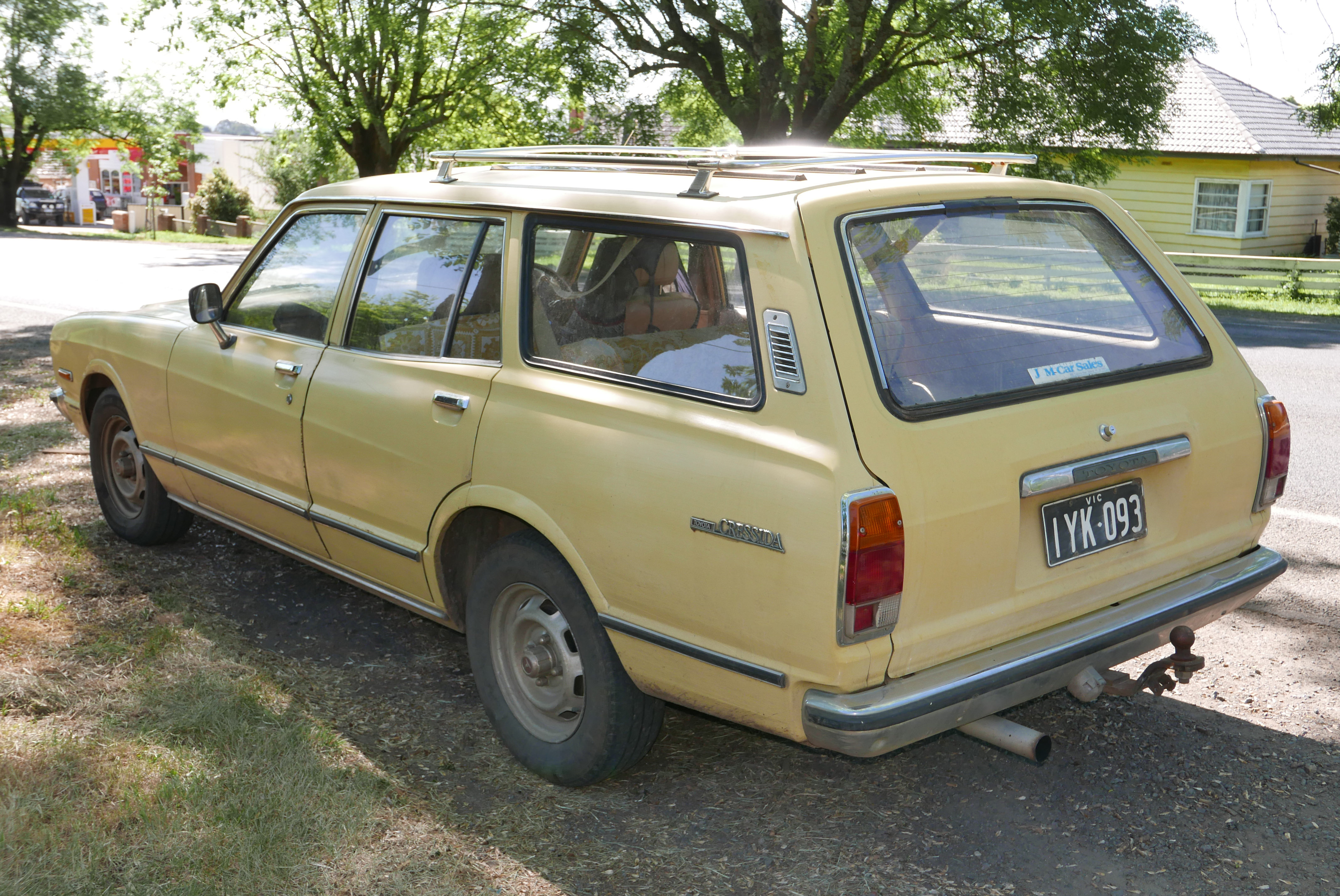
Toyota Cressida (MX32) wagon

## 4e generatie: Toyota Mark II / 2e generatie: Toyota Cressida (X60; 1980–1984)

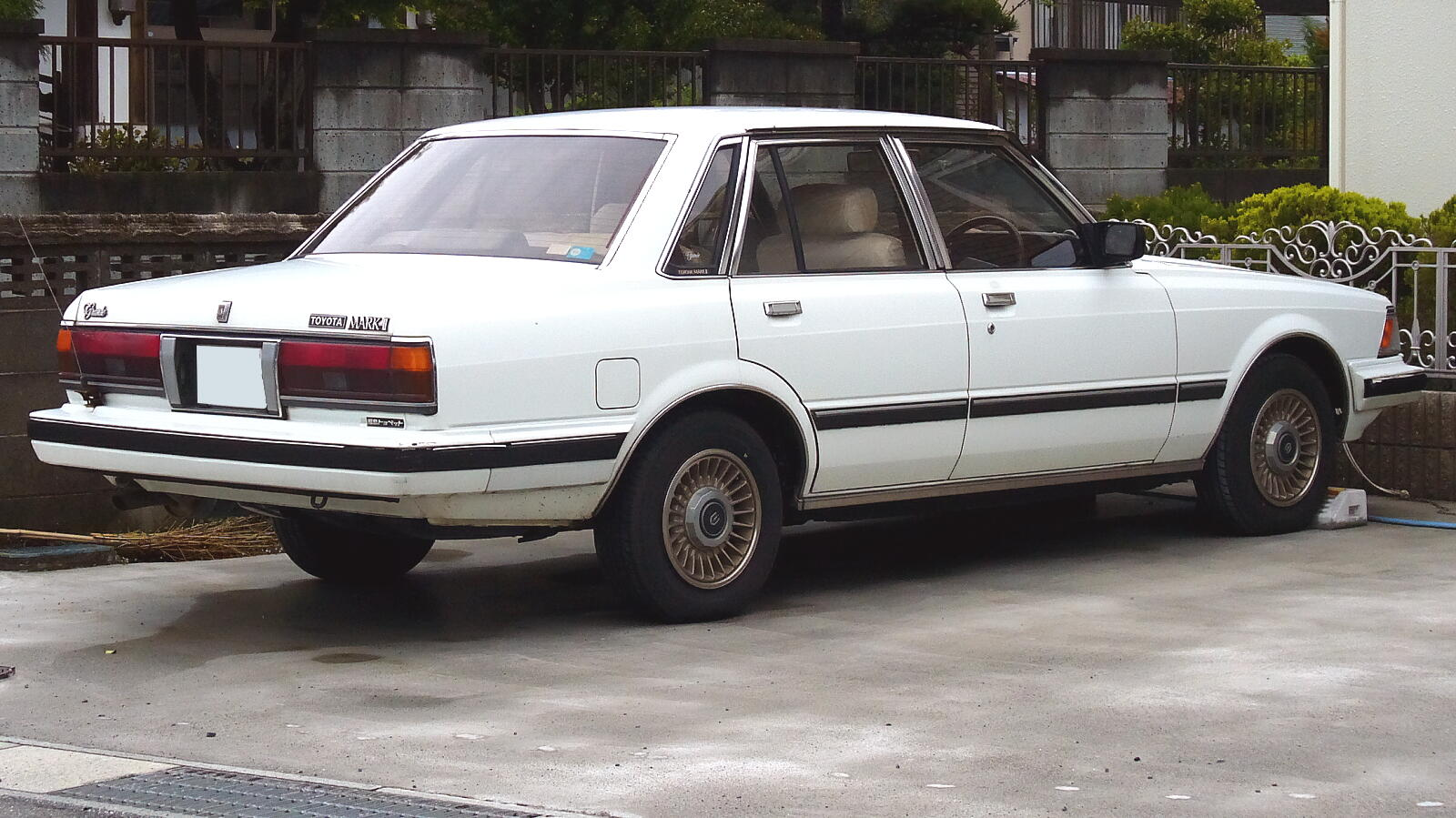
Toyota Mark II sedan

### Mark II
De vierde generatie Mark II werd geïntroduceerd in 1980. De tweedeurs coupé werd niet langer aangeboden in deze generatie, vervangen door de Soarer, en de vierde generatie was alleen beschikbaar met vier deuren, hetzij als sedan, cabriolet of als stationwagen (voornamelijk op de markt gebracht als een bedrijfsvoertuig in Japan). Vermogen van de 1G-EU, Turbocharged M-TEU, 5M-EU en een brandstof geïnjecteerde versie van de twin-cam 18R-G was ook beschikbaar in de GT. 2.2 en 2.4-literdieselmotoren van de L-familie waren ook beschikbaar, met turbocharging beschikbaar voor de grotere motor. In 1982 werd de twin-cam 1G-GEU motor toegevoegd. In 1983 werd de automatische transmissie veranderd in een elektronisch gestuurde viersnelheid. De top-of-the-line "Grande"-versie bleef beschikbaar, alleen in combinatie met de krachtigere motoropties.
De Van kreeg over het algemeen minder krachtige motoren en heeft zeer schaarse uitrusting en was korter dan zijn personenauto-equivalent vanwege het gebruik van compactere bumpers. [17] Deze generatie Mark II omvatte commerciële, taxi, en bestuurders opleidingsvoertuigen. De Mark II was gebruikelijk naast de iets kleinere Corona als taxi.
De X60 Mark II introduceerde 's werelds eerste spraakwaarschuwingssysteem dat standaard werd ontwikkeld en aangeboden. [18] In Indonesië, werd het verkocht als Teken II met 99 PS (73 kW) DIN (105 PS JIS) 21R motor (RX60) beginnend in recente 1981. [19]

### Cressida
De tweede generatie Cressida, de MX63 (sedans voor modeljaren 1983 en 1984 met nieuwe IRS, de Wagon en solide achterasmodel is de MX62), was een belangrijk herontwerp van de vorige generatie. Weg was de coupéversie, maar een meer up-to-date carrosseriestijl was nieuw voor de sedan en wagon. Veranderingen ten opzichte van de vorige generatie omvatten een grotere motor met behulp van elektronische brandstofinjectie, nu tot 116 pk (87 kW) bij 4800 tpm in Noord-Amerikaanse trim. [20] 5M-E zou het modeljaren van 1981 en 1982 voeden alvorens het door 5M-GEwerd vervangen, een motor DOHC met een wezenlijk hoger vermogen, 143 pk (107 kW) in 1983 en 1984. De Noord-Amerikaanse Cressida uit de X60-serie kreeg een versie van de 2,8-liter-inline-six-motor, terwijl in andere markten vaak kleinere eenheden beschikbaar waren.
In 1983 werd de Cressida vernieuwd en kreeg een onafhankelijke semi-onafhankelijke achterwielophanging, achter geventileerde schijfremmen en de 5M-GE motor. Veel van deze technologie kwam uit de Toyota Supra onderdelenbak met kleine verschillen. Er was een handgeschakelde vijfversnellingsbak beschikbaar, maar auto's die ermee waren uitgerust waren aanzienlijk zeldzamer dan automatische versies. De elektronisch gestuurde A43DE automatische transmissie was een andere verbetering ten opzichte van de vorige hydraulisch gestuurde A43DL-transmissie en had drie modi: Vermogen, Normaal en Economie. Deze iteratie werd geprezen om zijn handling, rit, rustige interieur en vooral zijn betrouwbaarheid; de Cressida verwierven al snel een reputatie voor uitstekend eigendom.
In augustus 1983 startte Toyota-voorzitter Eiji Toyoda het F1-project ("Flagship" en "No. 1 vehicle"; ook wel het "Circle-F"-project genoemd), een clandestiene inspanning gericht op het produceren van een luxe sedan van wereldklasse voor internationale markten. Dit leidde tot de verwezenlijking van een alle nieuwe, full size luxe sedan die voor uitvoermarkten wordt ontworpen en uiteindelijk genoemd Lexus LS.
De Amerikaanse markt 1981 Cressida was de eerste auto met gemotoriseerde automatische schoudergordels die rond de inzittenden van de voorstoel wikkelden toen de deur werd gesloten en het contact werd ingeschakeld. Alle Cressidas van de Amerikaanse markt vanaf 1981 waren zo uitgerust.
Dit model werd ook in Europa als Cressida verkocht, zij het slechts in een paar markten en nooit in significante aantallen. Toyota trokken zich op dit moment terug uit de grote autocategorieën in Europa, met de focus op de kleinere voertuigen. De Crown was op veel Europese markten stopgezet, waardoor de Cressida de grootste Toyota was die beschikbaar was. De Europese markt Cressidas werd over het algemeen uitgerust met tweeliter-inline-fours of -zessen, en de 2.2-literdiesel was een populaire optie op sommige plaatsen. Het Zweedse specificatiemodel had zijn eigen emissiecontroles vanwege de bijzondere wetgeving van dat land; de 1972 cc 21R-U-motor produceert 105 PK (77 kW) bij 5200 tpm.

## 5e generatie: Toyota Mark II / 3e generatie: Toyota Cressida (X70; 1984–1988)

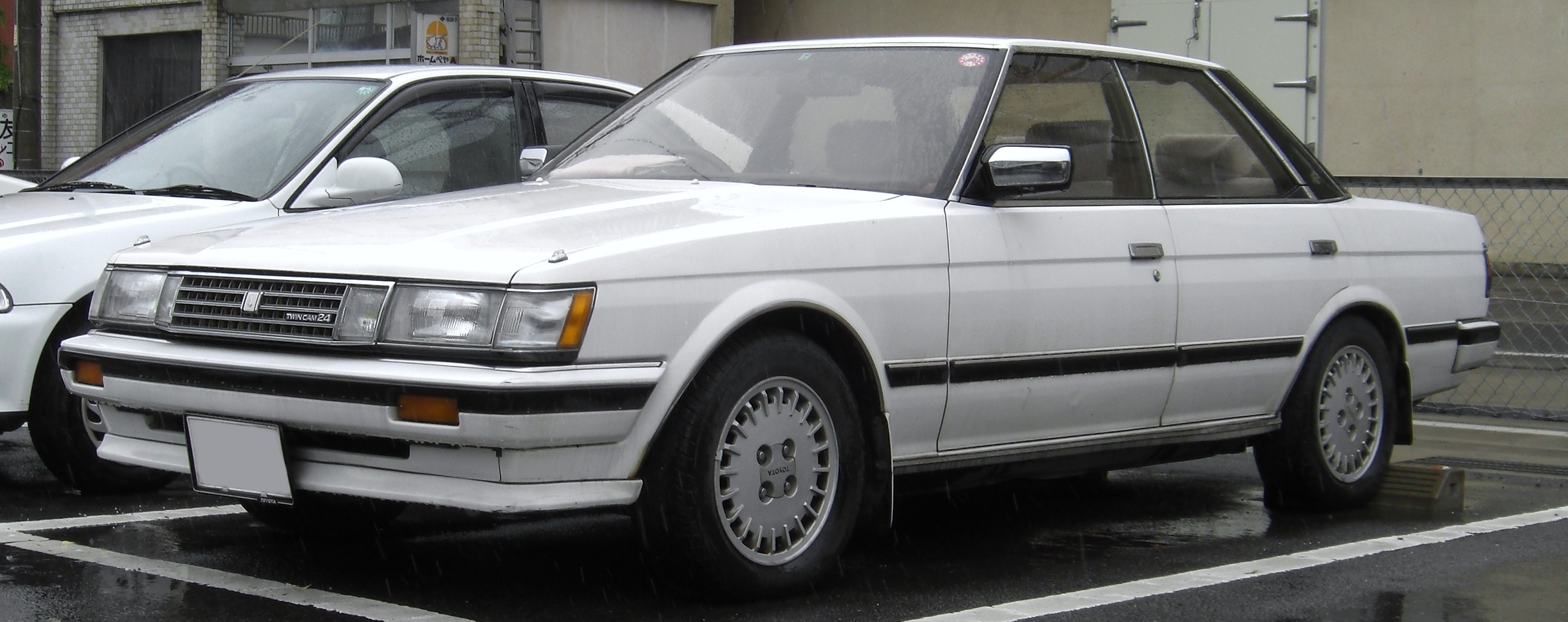
Toyota Mark II hardtop (GX71)

Aangekomen in augustus 1984, liet de vijfde generatie de naam "Corona" vallen in Japan en werd gewoon de Toyota Mark II. Deze generatie Mark II had veel rivalen, waaronder de Nissan Leopard, evenals de traditionele concurrent Nissan Laurel sedan. De Mark II bleef zeer levensvatbaar voor vlootverkopen, overheidsinstanties en taxidiensten.
Er zijn twee verschillende variaties van de Mark II; De Hardtop en de Sedan. Visueel zijn ze aan de buitenkant anders, terwijl het interieur onaangeroerd blijft. Uiterlijke veranderingen op de Hardtop-versie omvatten een schuine neus die een nieuw rooster vereist, een dunnere koplampassemblage die past bij de schuine neus, frameloze deurramen, dunnere achterlamp, voorspatborden en bumper. Body panel is gestempeld anders dan de standaardversie. De Standaard uitvoering lijkt precies op de MX73 Toyota Cressida. Het heeft niet de agressieve schuine voorkant, conservatieve carrosseriepanelen en ingelijste ramen.
De Mark II (en zijn zusterauto's) ontving in oktober 1985 de krachtige Twin Turbo-versie van de 1G inline-six. Deze 185 PK (136 kW; 182 pk) motor maakte de eerdere turbocharged M-TE motor overbodig en werd stopgezet. In augustus 1986 kreeg het assortiment een kleine facelift en enkele technische verbeteringen. De 1,8-liter LPG-motor werd vervangen door een 2-literversie.

### Toyota Mark II Van 2.0 (YX78V)

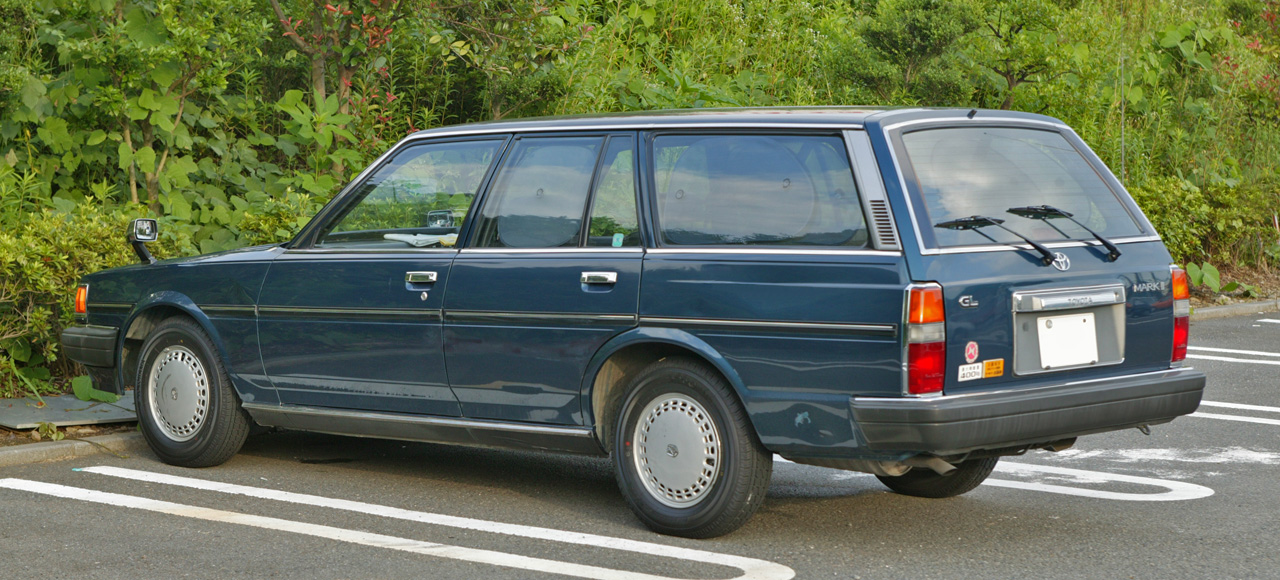
Toyota Mark II Van 2.0 (YX78V)

Stationwagen/bestelwagen (1984-1997)
De X70 stationwagen werd geproduceerd van 1984 tot 1997 met slechts een paar kleine revisies in de loop der jaren. In de meeste markten werd de verkoop van deze wagen stopgezet toen het volgende model van de sedan werd geïntroduceerd, maar ze bleven in Japan worden verkocht voor gebruik als bezorgvoertuigen. Het werd uiteindelijk vervangen door de voorwiel aangedreven Mark II Qualis die was gebaseerd op de Camry Gracia.

### Cressida

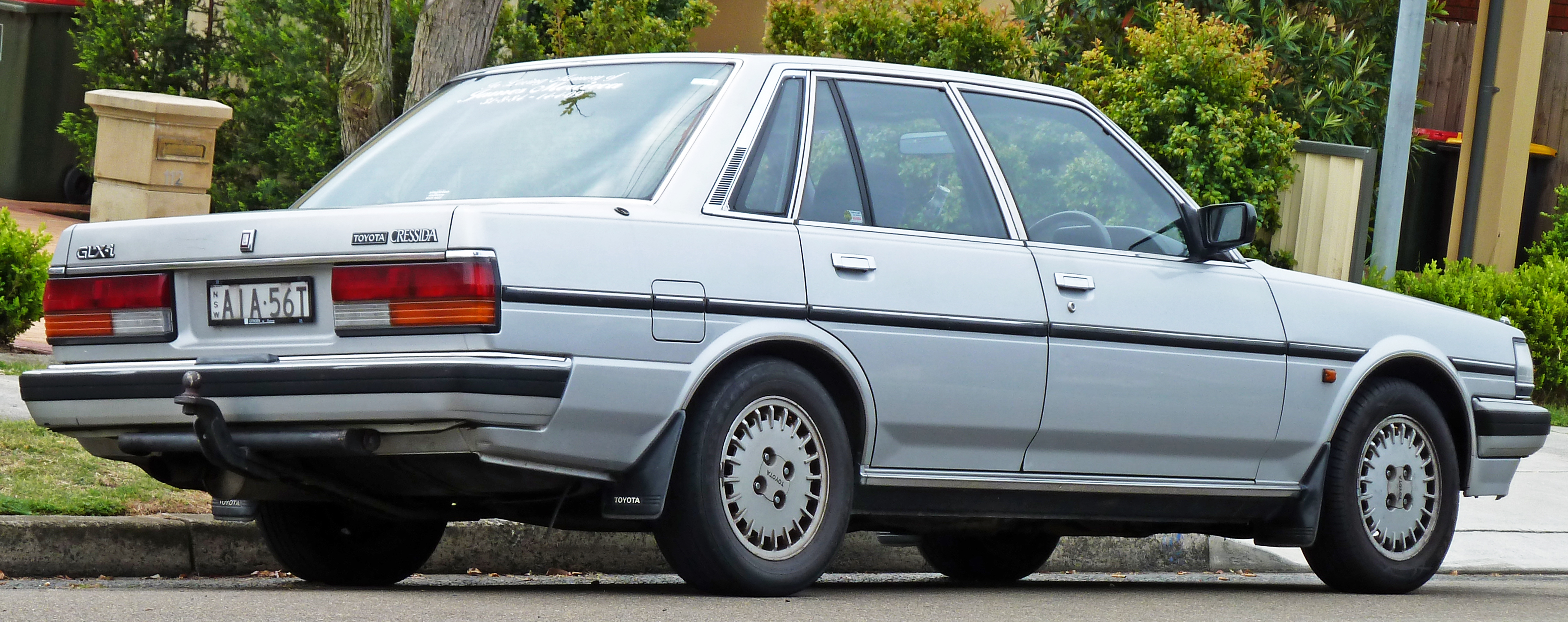
Toyota Cressida sedan (MX73; Australia)

In 1984 voor het modeljaar 1985 werd een nieuwe Cressida geïntroduceerd door Toyota. Dit was de MX73 (MX72 voor wagon). De 5M-E-motor was grotendeels ongewijzigd ten opzichte van het modeljaar 1984, maar kreeg een klopsensor, die voorontsteking detecteerde en de timing dienovereenkomstig aanpaste wanneer een brandstof van lagere kwaliteit werd gebruikt. Later verving de twin-cam 5M-GE motor de 5M-E. De carrosseriestijl was geheel nieuw, groter en aerodynamischer dan vorige generaties. Net als zijn belangrijkste concurrent in die tijd, de Nissan Maxima, kreeg hij de "compacte" aanduiding, hoewel hij in omvang was gegroeid. Nieuwe opties waren een elektronische schokdemperregeling(TEMS),cd-speler, supermonitor, digitale meters, standaard houtnerfbekleding en secundaire radiobedieningen die direct bij het stuur werden geplaatst voor gemakkelijkere toegang tijdens het rijden.
De Cressida met Amerikaanse specificaties bleef een uniek interieur bieden dat verschilde van andere LHD-markten, waaronder Canada. Het grote verschil was de automatische schoudergordels, samen met een uniek stuurwiel en een ander dashboardontwerp.
De automatische transmissie behield zijn Normal / Power-selector zoals veel andere Toyota's zouden doen, maar later in de productie werd de Economy-selectie geschrapt. In 1987 werd de automatische transmissie veranderd in de A340E die destijds ook werd gebruikt met de 7M-GE en Lexus 1UZ-FE motor. Het model uit 1988 werd niet aangeboden met een handgeschakelde transmissie en de wagen werd in 1987 stopgezet. In 1988 was het vermogen 161 pk (120 kW).
Cressida badging werd ook gebruikt in andere exportmarkten met kleinere motoren. In Indonesië was de Cressida GLX-i verkrijgbaar met een 109 PS (80 kW)-versie van de tweeliter-1G-E-motor zonder emissieregeling en lage compressie geschikt voor benzine met een lager octaangehalte. Cressida's verkocht in Europa had beperkte motoropties, waaronder de 2,4-liter turbodieselmotor met 86 PK (63 kW).